# OBCグッドアフタヌーン!金曜お昼は、めっちゃ方正!
『OBCグッドアフタヌーン!金曜お昼は、めっちゃ方正!』（オービーシー・グッドアフタヌーン・きんようおひるはめっちゃほうせい）は2024年4月5日から2025年3月28日まで、毎週金曜日の11:00 - 14:00にラジオ大阪で生放送されていたバラエティー番組。月亭方正の冠番組であった。
ラジオ大阪では、開局65周年を迎える2024年度を、「ラジオ大阪、もう、好きにやります。」をテーマにした番組編成を展開するが、その一環として、平日の11-13時台「OBCグッドアフタヌーン」（別称：「もう、好きにやります。」ゾーン）枠を充実させ、ミドル（40-50代）世代のリスナーの取り込みを図る。そのうちの金曜日分は、落語家転向から15年を迎える月亭方正と、露の紫が、自らの経験を交え、リスナーに語り掛けたいこと、伝えたいことを通して、聞けば口角が上がるようなトークを展開する番組を送る。
落語作家のくまざわあかねが番組構成に携わっている。

## タイムテーブル
「　」内は放送で使用しているコーナータイトル

11時台
- オープニングトーク
  - トークが一段落したタイミングで、 放送中にリスナーから募集するメッセージのテーマを発表。
- 「方正のそうなんや～」（月亭方正がメインで進行するコーナー）
- 「方正トピックス!」

12時台
- 「露のほこさき」（露の紫がメインで進行するコーナー）
- 「テレフォン人生相談」（ニッポン放送制作）
  - 「OBCグッドアフタヌーン」枠の全番組で、12:30 - 12:50に内包。当番組では、金曜分を放送している。
  - 相談者のプライバシーに対する配慮から、radikoのタイムフリー聴取サービスでは、この時間帯の音源の配信を停止している。
- 「お天気情報」
  - 露の紫が伝える天気予報で、12:50から1分間放送。
  - radikoのタイムフリー聴取サービスでは、1本の音源を最長で3時間までしか再生できないため、当番組を含む「OBCグッドアフタヌーン」枠の番組では配信用の音源を「11:00 - 12:50」と「12:50 - 14:00」の2本に分割している。

13時台
- 「方正の部屋」（ゲストコーナー）
- 「それ落語やん」
- エンディング　
  - スタジオ（ラジオ大阪本社のAスタジオ）を後枠の生ワイド番組（『原田年晴　かぶりつきフライデー!』）と共用している関係で、実際にはトークを13:56で切り上げた後に、三島由衣（関西地方を中心に活動している歌手）の『光の音』を13:58まで流している。

## 受賞歴
- 2024年日本民間放送連盟賞ラジオ生ワイド部門・近畿地区1位[4][5]
  - 間寛平（方正の先輩芸人で吉本新喜劇のゼネラルマネジャー）を「方正の部屋」のゲストに迎えていた2024年5月17日放送分の内容（寛平の半生を振り返る特別企画「寛平劇場」の第1弾）が高く評価された。
  - 当初は、「寛平劇場」に30分程度充てることを想定していた。ところが、寛平が笑いを交えながらも身の上話を真剣に披露していたため、「それ落語やん」を急遽休止したうえで放送時間を40分にまで延長[5][6]。それでも1回の生放送で完結しなかったことから、以降の「方正の部屋」でも、寛平が出演するたびに「寛平劇場」を放送している。